# 포위 심리
포위 심리는 공격과 방어감을 공유하는 것으로, 실제 공성 방어 경험에서 파생된 용어이다. 그것은 한 무리의 사람들이 세계의 다른 사람들의 부정적인 의도에 직면하여 끊임없이 공격, 억압 또는 고립되었다고 믿는 집단적 정신 상태이다. 집단 현상이기는 하지만, 그 용어는 집단의 감정과 생각들을 전체적으로 그리고 개인으로 묘사한다.
그 결과 주변 사람들을 지나치게 두려워하는 상태와 다루기 힘든 방어적인 태도가 나타난다.

## 특성
포위 심리의 결과들 중에는 흑백 사고, 사회적 순응, 신뢰의 부족이 있다. 또한 최악이고 강한 사회적 결속감에 대한 대비도 있다.

## 예시
국가적 차원에서 볼 때, 소비에트 연방, 공산주의 알바니아, 로디지아, 남아프리카 공화국 아파르트헤이트, 북아일랜드에는 이념적 고립의 결과로 포위 심리가 존재했다. 북한, 러시아, 미국, 요르단강 서안, 이스라엘, 대만, 베네수엘라, 폴란드와 같은 나라들에서도 포위 심리의 존재가 묘사되고 있는데, 두 나라 모두 틀림없이 그들의 권력의 지속과 야당이 폭력적인 수단을 통해 정부를 전복시키는 것을 정당화하도록 돕기 위해 힘을 실어주고 있다
사회학적으로, 이 용어는 초기 정신분석학자들처럼 스스로를 위협받는 소수 집단으로 보는 사람들에 의한 박해 감정을 나타낼 수 있다. 이것은 예를 들어, 코치나 감독이 종종 클럽 외부의 적대적인 환경을 강조함으로써 선수들에게 포위 의식을 조성하는 스포츠 분야에서 사용될 수 있다.
포위 사고방식은 "벙커 사고방식"(벙커에 피난한 군인과 유사한)의 (작은 규모의) 대안을 사용할 수 있지만, 경쟁 또는 축소 결과에서 특히 흔하다. 일부 종교 집단은, 특히 그들이 전통적인 주류 집단이 아니라면, 이러한 패러다임을 가질 수 있다.

## 문학적 비유
시무스 헤니는 "포위 안에 포위"라는 표현을 사용하여 신교도 공동체 자체의 더 넓은 포위 심리 안에서 북아일랜드의 궁지에 몰린 가톨릭 소수자들의 감정을 묘사했다.

## 추가로 볼것들
관련 심리적 행동 :
- 방어 메커니즘 : 포위 공격을 받고있는 동안 자신을 방어해야 할 필요성을 느낄 때 발생할 수 있다.
- 박해 콤플렉스 : 희생자라고 느끼거나 외부 집단 으로부터 방어해야 할 필요성 때문에 발전 할 수 있다.

## 같이 보기
- 폐쇄경제
- 집단사고
- 고립주의
- 집단 동원
- 토착주의
- 사회 정체성 이론
- 분열 (심리학)
- 생존주의
- 피해의식
- 제노포비아

## 참고 문헌
- Pesterev, V. (2015). 《Siberian frontier: the territory of fear》. Royal Geographical Society (with IBG), London.